# Уайтхед, Пол
Пол Уайтхед (англ. Paul Whitehead; 1710—1774) — английский поэт-сатирик XVIII века; член и секретарь Клуба адского пламени.

## Биография
Пол Уайтхед родился 6 февраля 1710 года в городе Лондоне на улице Холборн в семье преуспевающего столичного портного. 
Выступил в 1735 году с сатирой против министерства графа Роберта Уолпола — «Государственные ослы» («State dunces»);  это произведение большинство критиков оценило как подражание «Дунсиаде» Александра Поупа. 
В 1739 году появилась его второе сатирическое произведение «Обычаи» («The manners»), где были осмеяны разные политические деятели; эта сатира навлекла на него судебное преследование, главной целью которого было скорее желание напугать А. Поупа. 
Далее последовали другие известные сатиры Пола Уайтхеда: «Джимназиада» («Gymnasiad»), где осмеяна модная страсть единоборства, «Честь» («Honour»), «Письмо к доктору Томсону». 
Последние годы поэт провёл вдали от политической жизни, в Твикенгэме, состоя на государственной службе; этого не мог ему простить Черчилль, ядовитый сатирик того времени, мечтавший переделать мир, осмеивая его вместе с Уайтхедом. 
Большинство сатирических произведений Уайтхеда имели лишь временный интерес, исчезнувший вместе с осмеиваемыми лицами. Стих его правильный, гладкий, но не сильный; он, слепо подражая Поупу, при этом уступает в страстности работам Чарльза Черчилля. 
Его сочинения собраны и изданы Эдвардом Томсоном: «Poems and Miscellaneous compositions of P. Whitehead, with his life, by Edw.Thomson» (Лондон, 1777, 4 тома).
Пол Уайтхед умер 20 декабря 1774 года в Ковент-Гардене (Лондон).